# Schwellenersatzträgerverfahren
Das Schwellenersatzträgerverfahren (SETV) ermöglicht den Bau von Eisenbahnbrücken im bestehenden Streckennetz. Es wurde um 1960 von Fritz Räbiger und Albert Seeger entwickelt und wird noch heute angewendet.

## Anwendungsbereiche
Das SETV kommt zum Einsatz, wenn eine Brücke „unter dem rollenden Rad“ gebaut werden muss und während der Bauausführung nur kurze Sperrzeiten möglich sind sowie die Zuggeschwindigkeit beim Befahren der Baustelle nicht wesentlich verringert werden soll. Das SETV setzt voraus, dass das neue Bauwerk neben dem Bahnkörper erstellt werden kann und dass ein Einpressen oder Einschieben unter den Gleisen möglich ist.
Das Verfahren ist besonders geeignet für mehrgleisige Streckenabschnitte und im Gleisbereich von Bahnhöfen, wenn eine wesentliche Behinderung des Betriebes unbedingt ausgeschlossen werden soll, wenn Eisenbahnbrücken im Weichenbereich erstellt werden müssen oder wenn zwischen dem neuen Bauwerk und Schienenoberkante nicht ausreichend Platz für die Montage von Hilfsbrücken zur Verfügung steht.
Im Vergleich zu anderen Bauverfahren hat die Erfahrung gezeigt, dass außer der Vermeidung von Betriebsbehinderungen und damit dem Wegfall von Betriebserschwerniskosten auch wesentliche Baukosteneinsparungen möglich sind.
Das SETV wurde in den Richtlinien und Richtzeichnungen der Deutschen Bahn von 2005 neu geregelt.

## Ablauf des Verfahrens
Beim SETV wird das neue Brückenbauwerk außerhalb des Gleisbereichs erstellt und ohne Abbau der Gleise und im Allgemeinen auch ohne Einschränkung der Streckengeschwindigkeit (bis 90 km/h) unter den Gleisen eingeschoben.
Hierzu werden in die Schwellenfelder der Gleise „Schwellenersatzträger“ eingelegt, die außerhalb des Gleisbereiches durch angeschweißte Holmträger verbunden werden. Der Kreuzungswinkel zwischen Bahnkörper und Unterführung sowie etwa vorhandene Weichen sind bei diesem Bauverfahren ohne Bedeutung. Auf der Oberseite des einzuschiebenden Brücken- oder des Rahmenbauwerkes werden in ein Kies- oder Schotterbett Gleitschwellen eingebaut, auf denen die Schwellenersatzträger gleiten.
Die Brückenüberbauten bzw. die Stahlbetonrahmen werden mit Hilfe von Pressen eingeschoben. Die Verschubpressen sind gegen Montagegerüste oder gegen Widerlager abgestützt. Es ist ohne weiteres möglich, den Vorschub der Bauwerke für längere Zeit zu unterbrechen, um beispielsweise bei beengten Platzverhältnissen weitere Überbauabschnitte oder Rahmensegmente anzumontieren oder zu betonieren.
Beim Einschieben eines Brückenüberbaus oder eines Rahmenbauwerkes gleitet das Bauwerk unter den Schwellenersatzträgern, so dass deren ursprüngliche Lagerung auf dem Bahnkörper beim Vorschub in eine Lagerung auf den Gleitschwellen der Fahrbahnplatte übergeht. Die beim Einschieben entstehende Reibung zwischen Schwellenersatzträgern und Gleitschwellen verursacht Horizontalkräfte in den Schwellenersatzträgern, die an die Holmträger außerhalb des Gleisbereiches abgegeben und von diesen an Rammpfähle hinter den Widerlagern weitergeleitet werden.
Beim Einschub von Stahlbetonrahmen für größere Wegunterführungen in Gleisbereichen ohne Weichen kann es zweckmäßig sein, mit sogenannten Schwellenersatzgroßträgern zu arbeiten, die nur in jedes dritte bis sechste Schwellenfeld eingebaut werden und über Kleinhilfsbrücken die Gleise tragen. Dabei übernehmen Verschubträger die Aufgabe der Gleitschwellen.

## Geschichte des Schwellenersatzträgerverfahrens
Das Verfahren wurde um 1960 von Fritz Räbiger und Albert Seeger, die zu dieser Zeit als Bautechniker bei der Bundesbahndirektion Hannover arbeiteten, entwickelt und im März 1962 erstmals in Hannover angewendet. Fritz Räbiger ist der Bruder des Berliner Polizeifeuerwerkers Gerhard Räbiger und der Vater der Autorin Inka-Gabriela Schmidt.